# Federico Guglielmo (violinista)
Federico Guglielmo (Padova, 9 luglio 1968) è un violinista e direttore d'orchestra italiano.
Definito dal Boston Globe "la nuova stella nel panorama della musica antica" è riconosciuto per le sue esecuzioni di Antonio Vivaldi e Giuseppe Tartini cui ha registrato rispettivamente tutte le opere a stampa e l'integrale dei concerti per violino ed orchestra. Il suo repertorio violinistico - eseguito principalmente su strumenti storici - spazia da Biagio Marini a Felix Mendelssohn; come violinista e direttore riserva una particolare attenzione anche al recupero di opere meno conosciute del periodo classico-romantico e a composizioni del XX secolo in stile neobarocco e neoclassico.

## Biografia
Nato a Padova nel 1968, Federico Guglielmo ha iniziato lo studio del violino sotto la guida del padre, diplomandosi, diciottenne, al Conservatorio Benedetto Marcello di Venezia nella classe di Giuliano Carmignola; si è poi perfezionato per quattro anni all'Accademia Stauffer di Cremona sotto la guida di Salvatore Accardo ed ha successivamente seguito le masterclasses di violino con Stefan Gheorghiu, Vladimir Spivakov, Isaac Stern, e di musica da camera con il Beaux Arts Trio, il Trio di Trieste (Accademia Musicale Chigiana di Siena), membri del Quartetto Amadeus, Quartetto Italiano e del Quartetto La Salle e i corsi di direzione d'orchestra con Gianluigi Gelmetti.
A soli 22 anni la vittoria del 1º Premio al Concorso Internazionale "Vittorio Gui" di Firenze lancia la sua carriera a livello internazionale; nello stesso anno, vincendo il concorso nazionale a cattedre, diviene il più giovane docente titolare in un Conservatorio italiano. Da allora ha insegnato nei conservatori di Foggia e Firenze ed è attualmente titolare della cattedra di musica d'insieme per strumenti ad arco (quartetto) al Conservatorio Francesco Venezze di Rovigo, dove tiene anche corsi di violino e violino barocco.
Come solista (violino barocco/classico) e direttore tiene concerti in tutto il mondo. La storica The Academy of Ancient Music (Londra), la Handel & Haydn Society (Boston), l'Australian Brandenburg Orchestra (Sydney) sono solo alcune delle orchestra che lo hanno ospitato.
Nel 2022 appare in un cameo nel film Siccità di Paolo Virzì, nel ruolo di se stesso, in qualità di primo violino solista dell'orchestra barocca diretta da Federico Maria Sardelli.

## Discografia

### Violino solista | Direttore
- Tomaso Albinoni - Concerti per violino Op.10 (sel.) - F.Guglielmo (vl solo no.11/8/5/2), Harmonices Mundi, C.Astronio (hpd/dir) / Arts Music (cd) 2009
- Johann Sebastian Bach - Concerti per violino BWV1041-43, Concerto Brandeburghese no.5 BWV1050 - F. Guglielmo (vl/dir), I Solisti Filarmonici Italiani, M.Folena (fl), R.Loreggian (hpd) - live in Tokyo, Kioi Hall  / Meister Music (cd) 2015
- Franz Joseph Haydn - Concerti per fortepiano no.3/4/11 - F. Guglielmo (vl/dir), L'Arte dell'Arco, J.Violante (fp)  / Brilliant Classics (cd) 2011
- Giuseppe Tartini - 12 Concerti per violino Op.1 - F. Guglielmo (vl solo: D55/58/91/88), L'Arte dell'Arco / Dynamic (3 cds) 1996
- Giuseppe Tartini - 6 Concerti per violino Op.2 - F. Guglielmo (vl solo: D2/62), L'Arte dell'Arco / Dynamic (2 cds) 1997
- Giuseppe Tartini - Concerti Vol.3 "Il Crudel" - F. Guglielmo (vl solo: D21), L'Arte dell'Arco / Dynamic (cd) 1998
- Giuseppe Tartini - Concerti Vol.4 "Bagna le piume in Lete" - F. Guglielmo (vl solo: D4/75), L'Arte dell'Arco / Dynamic (cd) 1999
- Giuseppe Tartini - Concerti Vol.5 "Non sospirar, non piangere" - F. Guglielmo (vl solo: D61), L'Arte dell'Arco / Dynamic (cd) 1999
- Giuseppe Tartini - Concerti Vol.6 "Ombra diletta" - F. Guglielmo (vl solo: D44/92), L'Arte dell'Arco / Dynamic (cd) 1999
- Giuseppe Tartini - Concerti Vol.7 "Rondinella vaga e bella" - F. Guglielmo (vl solo: D57), L'Arte dell'Arco / Dynamic (cd) 2000
- Giuseppe Tartini - Concerti Vol.8 "Torna, ritorna o bella mia speranza" - F. Guglielmo (vl solo: D47), L'Arte dell'Arco / Dynamic (cd) 2001
- Giuseppe Tartini - Concerti Vol.9 "Lascia ch'io dica addio" - F. Guglielmo (vl solo: D70/42/115/110), L'Arte dell'Arco / Dynamic (2 cds) 2002
- Giuseppe Tartini - Concerti Vol.10 "A rivi, a fonti, a fiumi" - F. Guglielmo (vl solo: D83/94/19/117), L'Arte dell'Arco / Dynamic (2 cds) 2003
- Giuseppe Tartini - Concerti Vol.11 "Stagion bella" - F. Guglielmo (vl solo: D40/87), L'Arte dell'Arco / Dynamic (2 cds) 2004
- Giuseppe Tartini - Concerti Vol.12 "In Nomine Domini Dei" - F. Guglielmo (vl solo: D24/106/122), L'Arte dell'Arco / Dynamic (2 cds) 2004
- Giuseppe Tartini - Concerti Vol.13 "Misterio anima mia" - F. Guglielmo (vl solo: D84/99), L'Arte dell'Arco / Dynamic (2 cds) 2007
- Giuseppe Tartini - Concerti Vol.14 "Se per me sentite amore" - F. Guglielmo (vl solo: D28/78/102), L'Arte dell'Arco / Dynamic (2 cds) 2008
- Giuseppe Tartini - Concerti Vol.15 "So che pietà non hai"- F. Guglielmo (vl solo: D120/10), L'Arte dell'Arco / Dynamic (2 cds) 2008
- Giuseppe Tartini - Concerti Vol.16 "Felice età dell'oro" - F. Guglielmo (vl solo: D66/81/108), L'Arte dell'Arco / Dynamic (2 cds) 2010
- Giuseppe Tartini -  Concerti Vol.17 "La mia Filli" - F. Guglielmo (vl solo: D114/121/32), L'Arte dell'Arco / Dynamic (2 cds) 2013
- Francesco Maria Veracini - Ouverture e Concerti Vol.1 - F. Guglielmo (vl solo/dir), L'Arte dell'Arco / Cpo (cd) 2009
- Antonio Vivaldi - L'Estro Armonico, 12 Concerti Op.3 - F. Guglielmo (vl solo), L'Arte dell'Arco, C.Hogwood (hpd/dir) / Chandos Chaconne (2 cds) 2002
- Antonio Vivaldi - L'Estro Armonico, 12 Concerti Op.3 - F. Guglielmo (vl solo/dir), L'Arte dell'Arco / Brilliant Classics (2 cds) 2014
- Antonio Vivaldi - La Stravaganza, 12 Concerti per violino Op.4 - F. Guglielmo (vl solo/dir), L'Arte dell'Arco / Brilliant Classics (2 cds) 2015
- Antonio Vivaldi - 6 Concerti per violino Op.6 - F. Guglielmo (vl solo/dir), L'Arte dell'Arco / Brilliant Classics (cd) 2011
- Antonio Vivaldi - 12 Concerti Op.7 - F. Guglielmo (vl solo/dir), L'Arte dell'Arco, P.L.Fabretti (ob) / Brilliant Classics (2 cds) 2015
- Antonio Vivaldi - Il Cimento dell'Armonia e dell'Inventione, 12 Concerti Op.8 (incl. Le Quattro Stagioni) - F. Guglielmo (vl solo/dir), L'Arte dell'Arco, P.L.Fabretti (ob) / Brilliant Classics (2 cds) 2016
- Antonio Vivaldi - La Cetra, 12 Concerti per violino Op.9 - F. Guglielmo (vl solo/dir), L'Arte dell'Arco / Brilliant Classics (2 cds) 2016
- Antonio Vivaldi - 6 Concerti per flauto Op.10 - F. Guglielmo (vl/dir), L'Arte dell'Arco, M.Folena (fl) / Brilliant Classics (cd) 2015
- Antonio Vivaldi - 6 Concerti Op.11 - F. Guglielmo (vl solo/dir), L'Arte dell'Arco, P.L.Fabretti (ob) / Brilliant Classics (cd) 2016
- Antonio Vivaldi - 6 Concerti per violino Op.12 - F. Guglielmo (vl solo/dir), L'Arte dell'Arco / Brilliant Classics (cd) 2016
- Antonio Vivaldi - Concerti "con organo obbligato" - F. Guglielmo (vl/dir), L'Arte dell'Arco, Roberto Loreggian (vlc) / Brilliant Classics (cd) 2010
- Antonio Vivaldi - Concerti per liuto e mandolino (integrale) - F. Guglielmo (vl/dir), L'Arte dell'Arco, vari solisti / Brilliant Classics (cd) 2010
- Antonio Vivaldi - Concerti per oboe (integrale) - F. Guglielmo (vl/dir), L'Arte dell'Arco, P.L.Fabretti (ob) / Brilliant Classics (3 cds) 2014
- Antonio Vivaldi - Concerti per violoncello (integrale) - F. Guglielmo (vl/dir), L'Arte dell'Arco, F.Galligioni (vlc) / Brilliant Classics (4 cds) 2015
- Antonio Vivaldi - Concerti per violoncello - F. Guglielmo (vl solo RV547/dir), L'Arte dell'Arco, M.Brunello (vlc) / Egea (cds) 2009
- Antonio Vivaldi - 6 Concerti a due violini - F. Guglielmo (vl solo: RV523/516/506/509/514), L'Arte dell'Arco / Dynamic (cd) 1996
- Antonio Vivaldi - La Cetra II, 12 Concerti per violino dai manoscritti autografi - F. Guglielmo (vl solo: RV202/526/183/327/271/520), L'Arte dell'Arco / Dynamic (2 cds) 1995
- Antonio Vivaldi - Le Quattro Stagioni Op.8 no.1-4 + Concerti RV151/114 - F. Guglielmo (vl solo/dir), I Solisti Filarmonici Italiani - live in Yokohama, Minatomirai Hall / Meister Music (cd) 2013

### Musica da camera | Violino solo
Ha al suo attivo 40 registrazioni pubblicate (1990-2016) da Abegg, Brilliant Classics, Cpo, Decca Classics, Deutsche Harmonia Mundi (DHM/Sony), Dynamic, MusicaImmagine Records, Rai Trade e Stradivarius con un repertorio che spazia da Frescobaldi a Grieg.
- Tomaso Albinoni - 12 Trio Sonate Op.1 - F. Guglielmo (vl), L'Arte dell'Arco / Brilliant Classics (2 cds) 2016
- Carl Philipp Emanuel Bach - Musica da camera (selez) - F. Guglielmo (vl/va), Collegium Pro Musica, S.Bagliano (rec) / Brilliant Classics (cd) 2014[9]
- Carl Philipp Emanuel Bach - 6 Sonate per cembalo e violino - F. Guglielmo (vl), R.Loreggian (hpd) / Brilliant Classics (cd) 2014[10]
- Heinrich Ignaz Franz von Biber - Formidabile Virtuoso (Sonate e Passacaglie per violino) - F. Guglielmo (vl), L'Arte dell'Arco - live: Roma, Palazzo del Quirinale / Rai Trade (cd) 2008[11]
- Luigi Boccherini - 6 Duetti per due violini Op.3, La buona notte G.62 - F. Guglielmo (vl), G.Guglielmo (vl) / Abegg (cd) 1990
- Luigi Boccherini - 6 Quintetti per archi Op.29 - F. Guglielmo (vl), I Virtuosi della Rotonda / Brilliant Classics (2 cds) 2015[12]
- Luigi Boccherini - 6 Sestetti per flauto e archi Op.16 - F. Guglielmo (vl), A.Persichilli (fl), vari solisti / Abegg (2 cds) 1992
- Johannes Brahms - 2 Trii per pianoforte violino e violoncello Op.18 e Op.36 (arrangiamento di T.Kirchner dall'originale per sestetto d'archi) - F. Guglielmo (vl), Trio Stradivari / Dynamic (cd) 1995[13]
- Domenico Cimarosa - Musica da camera (integrale) - F. Guglielmo (vl), L'Arte dell'Arco, A.Coen (hpd), V.Ghielmi (vdg), M.Galassi (hp), L.Pontecorvo (fl), P.Pollastri (ob) / Stradivarius (cd) 2003[14]
- Claude Debussy - Integrale delle opere per archi e pianoforte - F. Guglielmo (vl), Trio Stradivari / Brilliant Classics (cd) 2014[15]
- Girolamo Frescobaldi - Canzoni (integrale) - F. Guglielmo (vl), Ensemble ConSerto Musico, R.Loreggian (hpd) / Brilliant Classics (2 cds) 2007[16]
- Baldassarre Galuppi - Concerti per cembalo e archi (integrale) - F. Guglielmo (vl), Ensemble ConSerto Musico, R.Loreggian (hpd) / Brilliant Classics (2 cds) 2011[17]
- Edvard Grieg - Le 3 Sonate per violino e pianoforte - F. Guglielmo (vl), J.Violante (pf) / Decca Classics (cd) 2007[18]
- Franz Joseph Haydn - Concertini e Divertimenti per cembalo e archi - F. Guglielmo (vl), L'Arte dell'Arco, R.Loreggian (hpd) / Brilliant Classics (cd) 2009[19]
- Franz Joseph Haydn - 6 Sonate per violino e viola - F. Guglielmo (vl), M.Piva (va) / Brilliant Classics (cd) 2013[20]
- Pietro Antonio Locatelli - 6 Trio Sonate Op.5 - F. Guglielmo (vl), L'Arte dell'Arco - live: Roma, Oratorio del Gonfalone / MusicaImmagine Records (cd) 1996
- Felix Mendelssohn Bartholdy - Ottetto per archi Op.20, Sestetto per pianoforte e archi - F. Guglielmo (vl), I Solisti Filarmonici Italiani / Cpo (cd) 2011[21]
- Wolfgang Amadeus Mozart - Trii per fortepiano, violino e violoncello (integrale) - F. Guglielmo (vl), Trio Stradivari / Cpo (2 cds) 2007[22]
- Georg Philipp Telemann - Essercizii Musicii (selez) - F. Guglielmo (vl), S.Bagliano (rec), C.Astronio (hpd) / Stradivarius (cd) 2008[23]
- Georg Philipp Telemann - 12 Fantasie per violino solo TWV 40:14-25 - F. Guglielmo (vl) / Brilliant Classics (cd) 2015[24]
- Francesco Maria Veracini - Dissertazioni sopra l'Opera Quinta del Corelli (Sonate n.1-6) - F. Guglielmo (vl), A.Coen (hpd) / Stradivarius (cd) 2005[25]
- Giovanni Battista Viotti - 2 Trii per archi CW14-15, 3 Serenate per due violini CW 31-33 - F. Guglielmo (vl), L'Arte dell'Arco / Dynamic (cd) 1995[26]
- Antonio Vivaldi - Concerti da camera (integrale) - F. Guglielmo (vl), Collegium Pro Musica / Brilliant Classics (3cds) 2012[27]
- Antonio Vivaldi - 12 Trio Sonate Op.1 - F. Guglielmo (vl), L'Arte dell'Arco / Brilliant Classics (2 cds) 2015[28]
- Antonio Vivaldi - 6 Suonate da camera dall'Op.1 (n.7-12) - F. Guglielmo (vl), L'Arte dell'Arco, C.Hogwood (hpd) / Deutsche Harmonia Mundi - DHM/Sony (cd) 1997[29]
- Antonio Vivaldi - 12 Sonate per violino Op.2 - F. Guglielmo (vl), L'Arte dell'Arco / Brilliant Classics (2 cds) 2014[30]
- Antonio Vivaldi - 6 Sonate Op.5 - F. Guglielmo (vl), L'Arte dell'Arco / Brilliant Classics (cd) 2016
- Antonio Vivaldi - 6 Sonate a due da camera (RV60/70/71/68/77/74) - F. Guglielmo (vl), L'Arte dell'Arco - live: Vicenza, Teatro Olimpico / MusicaImmagine Records (cd) 1996
- "1842, Schumann composer and critic" (Robert Schumann - Quintetto per pianoforte e archi Op.44, Louis Spohr - Trio Concertante Op.119 - F. Guglielmo (vl), Trio Stradivari, vari solisti / Velut Luna (cd) 2000

### Edizioni complete
- Telemann Edition (2015) / Georg Philipp Telemann - integrale delle Fantasie per violino solo; integrale delle Sonate per violino, viola da gamba e continuo; Concerti per strumenti vari I/II) - F. Guglielmo, vari solisti / Brilliant Classics (4 cds di 50)
- Vivaldi Edition (2014) / Antonio Vivaldi - integrale dei Concerti e delle Sonate Op.1/12; integrale dei Concerti per oboe; integrale dei Concerti per violoncello; integrale dei Concerti da camera; Concerti "con organo obbligato; integrale dei Concerti per Mandolino e Liuto; Ottone in Villa RV729) - F. Guglielmo, L'Arte dell'Arco / Brilliant Classics (33 cds di 66)
- Vivaldi (2016) - integrale dei Concerti e delle Sonate Op. 1/12; Sonate per violoncello Op.post - F. Guglielmo, L'Arte dell'Arco / Brilliant Classics (20 cds)

## Pubblicazioni
- Giuseppe Tartini - [12 Concerti per violino e archi Op.1] - Concerto I in sol minore D.85, edizione critica a cura di F.Guglielmo et al. / Collana L'Arte dell'Arco,

Edizioni Armelin Padova 2001 partitura e set parti
- Giuseppe Tartini - [12 Concerti per violino e archi Op.1] - Concerto II in mi minore D.55, edizione critica a cura di F.Guglielmo et al. / Collana L'Arte dell'Arco,

Edizioni Armelin Padova 2001 partitura e set parti
- Giuseppe Tartini - [12 Concerti per violino e archi Op.1] - Concerto III in Fa maggiore D.60, edizione critica a cura di F.Guglielmo et al. / Collana L'Arte dell'Arco,

Edizioni Armelin Padova 2001 partitura e set parti
- Giuseppe Tartini - [12 Concerti per violino e archi Op.1] - Concerto IV in Re maggiore D.15, edizione critica a cura di F.Guglielmo et al. / Collana L'Arte dell'Arco,

Edizioni Armelin Padova 2001 partitura e set parti
- Giuseppe Tartini - [12 Concerti per violino e archi Op.1] - Concerto V in Fa maggiore D.58, edizione critica a cura di F.Guglielmo et al. / Collana L'Arte dell'Arco,

Edizioni Armelin Padova 2001 partitura e set parti
- Giuseppe Tartini - [12 Concerti per violino e archi Op.1] - Concerto VI in La maggiore D.89, edizione critica a cura di F.Guglielmo et al. / Collana L'Arte dell'Arco,

Edizioni Armelin Padova 2001 partitura e set parti
- Giuseppe Tartini - [12 Concerti per violino e archi Op.1] - Concerto VII in la minore D.111, edizione critica a cura di F.Guglielmo et al. / Collana L'Arte dell'Arco,

Edizioni Armelin Padova 2001 partitura e set parti
- Giuseppe Tartini - [12 Concerti per violino e archi Op.1] - Concerto VIII in La maggiore D.91, edizione critica a cura di F.Guglielmo et al. / Collana L'Arte dell'Arco,

Edizioni Armelin Padova 2001 partitura e set parti
- Giuseppe Tartini - [12 Concerti per violino e archi Op.1] - Concerto IX in Fa maggiore D.59, edizione critica a cura di F.Guglielmo et al. / Collana L'Arte dell'Arco,

Edizioni Armelin Padova 2001 partitura e set parti
- Giuseppe Tartini - [12 Concerti per violino e archi Op.1] - Concerto X in Sol maggiore D.71, edizione critica a cura di F.Guglielmo et al. / Collana L'Arte dell'Arco,

Edizioni Armelin Padova 2001 partitura e set parti
- Giuseppe Tartini - [12 Concerti per violino e archi Op.1] - Concerto XI in La maggiore D.88, edizione critica a cura di F.Guglielmo et al. / Collana L'Arte dell'Arco,

Edizioni Armelin Padova 2001 partitura e set parti
- Giuseppe Tartini - [12 Concerti per violino e archi Op.1] - Concerto IXII in Re maggiore D.18, edizione critica a cura di F.Guglielmo et al. / Collana L'Arte dell'Arco,

Edizioni Armelin Padova 2001 partitura e set parti